# Багиров, Мамед Таги Аббас оглы
Мамед Таги Аббас оглы Багиров (азерб. Məmmədtağı Abbas oğlu Bağırov; 5 августа 1890, Баку — 16 апреля 1961, Баку) — азербайджанский советский артист оперы (баритон), Народный артист Азербайджанской ССР (1938).

## Биография
Мамед Таги Аббас оглы Багиров родился 5 июля 1890 года в Баку. 1909 году Багиров впервые выступил на сцене в Баку, участвовал в азербайджанских труппах. С этого же года Багиров пел в хорах в бакинских оперных труппах. С 1914 года выступал в качестве солиста.
С 1920 года являлся артистом Театра оперы (ныне Азербайджанский театр оперы и балета имени М. Ф. Ахундова). Пению обучался в Бакинской консерватории.
В 1938 году Багирову было присвоено звание Народного артиста Азербайджанской ССР. На сцене Азербайджанского театра оперы и балета Багиров выступал до 1959 года.
Был награждён двумя орденами Трудового Красного Знамени и орденом «Знак Почёта».
Мамед Таги Багиров скончался 16 апреля 1961 года в Баку.

## Партии
- Нофель («Лейли и Меджнун» У. Гаджибекова)[2]
- Керем («Асли и Керем» У. Гаджибекова)[2]
- Араб-Зенш («Шах Исмаил» М. Магомаева)[2]
- Шах Велад («Ашик Гариб» З. Гаджибекова)[2][1]
- Абдулалибек («Севиль» Ф. Амирова)[2][1]
- Бартоло («Севильский цирюльник» Дж. Россини)[1]
- Онегин и др.[2]

## Награды
- Орден Трудового Красного Знамени — за выдающиеся заслуги в деле развития азербайджанского оперного искусства, азербайджанской музыки, песни и танцев (17 апреля 1938[3] и 9 июня 1959 года).
- Орден «Знак Почёта».
- Медаль «За доблестный труд в Великой Отечественной войне 1941—1945 гг.».
- Медаль «За оборону Кавказа».
- Народный артист Азербайджанской ССР (4 декабря 1938).
- Заслуженный артист Азербайджанской ССР (25 мая 1934).